# Red Eclipse
Red Eclipse és un videojoc de codi obert gratuït del gènere dels videojocs d'acció en primera persona d'ambientació futurista. És considerat el successor de Blood Frontier. És comparat amb Quake i Unreal Tournament.
No té cap història. Té 5 modes (Campaign, Deathmatch, Capture the Flag, Defend the Flag, Time Trial i Bomber Ball) amb nombroses variants aplicables anomenades "mutators" (en català: mutadors). Hi ha fins a 11 armes (Fist, Pistol, Sword, Shotgun, SMG, Flamer, Plasma, Rifle, Grenade, Rocket, i Melee) que es poden utilitzar segons l'usuari i el tipus de partida amb els "mutators" (els quals són: Vampire, Expert, Jetpack, Instagib). Inclou un editor. Els controls poden canviar al gust del jugador. Els personatges poden ser cremats i sagnar. Ocupa menys d'un 1 GibiByte. El mode multijugador pot ser connectant-se a un servidor (en línia) o a una xarxa local (LAN) i poden jugar fins a 16 jugadors. És destacable el moviment dels personatges que és a l'estil parkour.

## Rebuda
Indie Game Revies el puntuà 4 sobre 5.